# Happy Birthday (織田裕二の曲)
「Happy Birthday」（ハッピー・バースデー）は織田裕二の5枚目のシングル。

## 収録曲
編曲：松本晃彦
1. Happy Birthday
  - 作詞：秋谷銀四郎／作曲：都志見隆

明治製菓「ガトーマロン」CMソング
2. Just Rain
  - 作詞：織田裕二／作曲：夢野真音